# Skrig under vand
Skrig under vand er en roman af forfatterparret Øbro og Tornbjerg: Jeanette Øbro og Ole Tornbjerg. Romanen vandt Politikens krimikonkurrence i 2010 og blev udgivet d. 22. juni 2010.
Skrig under vand er første bind i en serie med profileringseksperten og kriminalpsykologen Katrine Wraa.

## Ekstern henvisning
- Officiel hjemmeside